# Sövestadstenen 3
Sövestadstenen 3 (†DR 292) (även benämnd Krageholmstenen 3) är en idag försvunnen runsten som i mitten av 1800-talet eventuellt stod i "gärdesgården vid grinden", men stenen har aldrig påträffats efter detta, och det är osäkert om den ens existerat.